# Sieranevada
Sieranevada è un film del 2016 diretto da Cristi Puiu.
Il film è stato presentato in concorso al Festival di Cannes 2016.

## Riconoscimenti
- 2016 - Festival di Cannes
  - Candidatura per la Palma d'oro